# ヒメシロハラミズナギドリ
ヒメシロハラミズナギドリ（姫白腹水薙鳥、学名：Pterodroma longirostris）は、ミズナギドリ目ミズナギドリ科に分類される鳥類の一種である。

## 分布
チリ沖フアンフェルナンデス諸島のマスアファラ島で繁殖し、非繁殖期は北太平洋へ北上する。
日本では、本州から北海道の太平洋上で7-9月に観察されるが少ない。台風通過後に沿岸部で群れが記録されたことがある。

## 形態
全長約26cm。翼開長は53-66cm。小型で細身であり、翼は細長い。体と翼の上面は灰褐色で、翼から腰に黒褐色のM字状の帯がある。体の下面は白色で、翼角に細い黒線がはいる。